# 三瓦窯駅
三瓦窯駅（さんがようえき、中国語：三瓦窑站、英語：Sanwayao Station）は中国四川省成都市武侯区天仁北二街・金桂路と科華南路の交差点にある、成都地下鉄7号線の駅。2017年6月2日に開業。駅名は、駅がある場所の地名『三瓦窯』から名づけられた。建設段階での駅名は「科華南路駅」。

## 歴史
- 2014年12月24日 - 主要構造が完成。
- 2017年12月6日 - 開業[1]。

## 駅構造
島式ホーム1面2線の地下駅。
| 地上      |                                   | 出入口                          |  |
| 地下 一階 | 駅ロビー                          | 安全検査、券売機、駅売店        |  |
| 地下 二階 |                                   | ■7号線 外回り （次の駅:琉璃場） |  |
| 地下 二階 | 島式ホーム                        |                                 |  |
| 地下 二階 | ■7号線 内回り （次の駅:火車南站） |                                 |  |

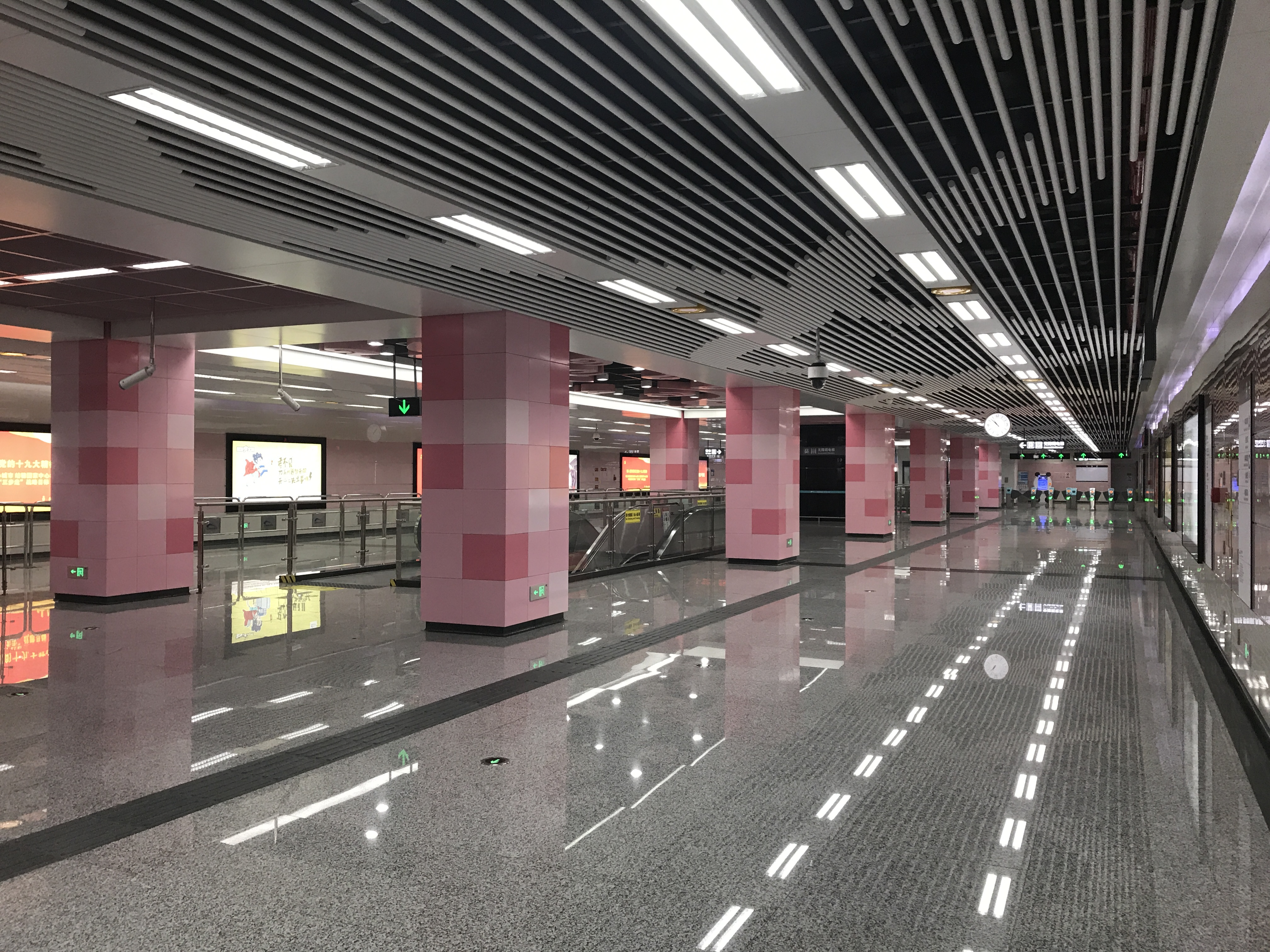
一階通路
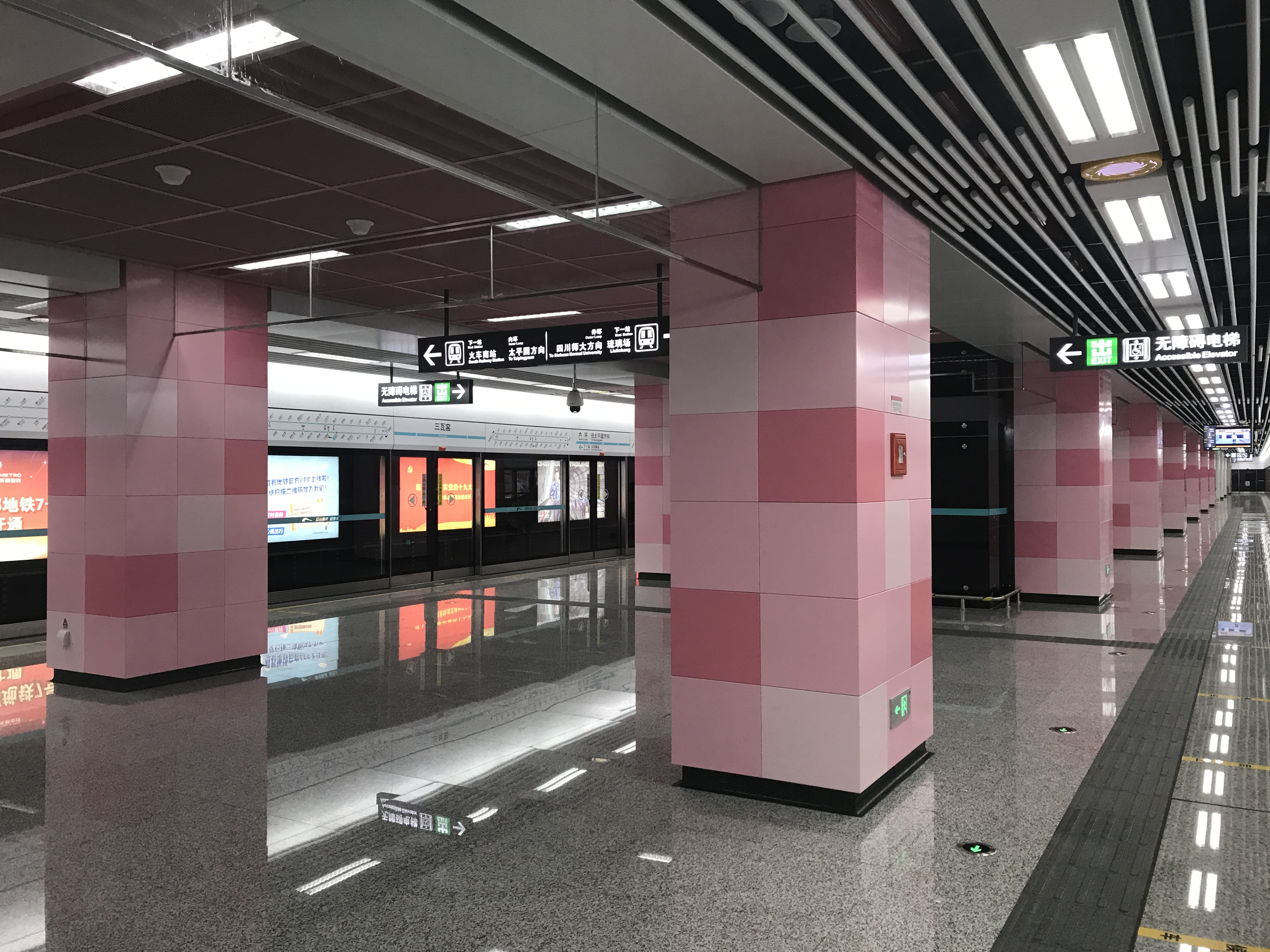
ホーム

## 出入口
出入口は3つある。
|                                               |      |          |                                       |
| 出入口番号                                    | 設備 | 場所     | 出入口番号                            |
| 出口 · A                                      |      | 金桂路   | 東苑B區、東苑錦江派                   |
| 出口 · B                                      |      | 科華南路 | 和平社区、成都高新和平学校            |
| 出口 · C                                      |      | 科華南路 | 東苑C区、錦江畔、成都七中初中附属小学 |
| 注： エレベーター \| 車椅子の昇降台 \| トイレ |      |          |                                       |

## 隣の駅
成都地下鉄
■7号線
琉璃場駅 - 三瓦窯駅  - 火車南站駅